# Théodelinde van Leuchtenberg

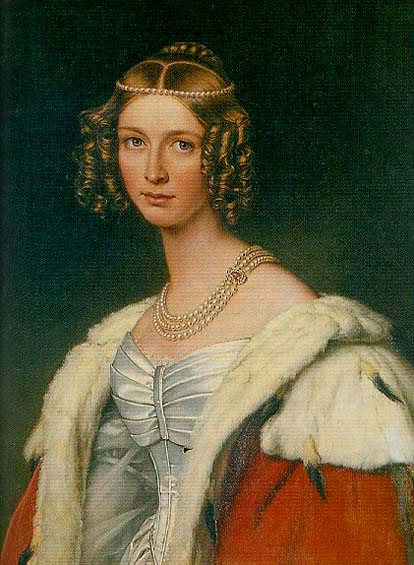
Prinses Théodelinde van Leuchtenberg

Théodelinde de Beauharnais, prinses van Leuchtenberg (Mantua, 13 april 1814 - Stuttgart, 1 april 1857) was een prinses van Frans-Duitse afkomst.

## Jeugd en familie
Théodelinde werd op 13 april 1814 geboren als Théodelinde Louise Eugénie Auguste Napoleone, als dochter van Eugène de Beauharnais, de Groothertog van Frankfurt en diens vrouw prinses Augusta Amalia van Beieren. Haar vader was de zoon van Joséphine de Beauharnais, de vrouw van keizer Napoleon I van Frankrijk. Théodelinde was op die manier een stiefkleindochter van de Franse keizer. Haar moeder was de dochter van het Beierse koningspaar Maximiliaan I Jozef en diens eerste vrouw Augusta Wilhelmina van Hessen-Darmstadt.
Théodelinde had drie oudere zussen: Joséphine (1807-1876), die de latere koning Oscar I van Zweden huwde, Eugénie (1808-1847), die in het huwelijk trad met Frederik Willem Constantijn van Hohenzollern-Hechingen en Amélie (1812-1871) die in het huwelijk trad met keizer Peter I van Brazilië. Théodelinde had één oudere broer: Karel August (1810-1835). Hij trad in het huwelijk met koningin Maria II van Portugal. Ze had één jongere zus: Caroline (1816), geboren en overleden op dezelfde dag, en één jongere broer: Maximiliaan (1817-1852). Hij trad in het huwelijk met grootvorstin Maria Nikolajevna van Rusland, een dochter van tsaar Nicolaas I.

## Huwelijk
Théodelinde trad op 8 februari 1841 in het huwelijk met prins Willem I de Hertog van Urach. Hij was een zoon van Willem Frederik van Württemberg en Wilhelmina van Tunderfeldt-Rhodis. Ze werd door haar huwelijk hertogin van Urach en gravin van Württemberg. Het huwelijk vond plaats in München. Uit dit huwelijk werden de volgende kinderen geboren:
- Augusta Eugénie (1842 - 1916) huwde eerst met graaf Rudolf von Enzenberg zum Freyen und Jochelsthurn en daarna met graaf Franz von Thun und Hohenstein.
- Marie Joséphine (1844 - 1864).
- Eugénie Amalia (1848 - 1867).
- Mathilde (1854 - 1907) huwde Paolo Altieri, Prins van Viano.

## Overlijden
Na een kort ziekbed stierf Théodelinde in de ochtend van 1 april 1857. Ze werd bijgezet in de familiecrypte van Ludwigsburg.
- Gemeinsame Normdatei: 130540560
- International Standard Name Identifier: 0000 0000 1062 6120
- Istituto Centrale per il Catalogo Unico: MUSV063897
- Virtual International Authority File: 74618070
- WorldCat: E39PBJB47Jj88Y9Cp3P4btdPcP